# Billbergia violacea
Billbergia violacea là một loài thực vật có hoa trong họ Bromeliaceae. Loài này được Beer mô tả khoa học đầu tiên năm 1856.